# Mandanici
Malvagna là một đô thị ở tỉnh Messina trong vùng Sicilia của Italia, có vị trí cách khoảng 150 km về phía đông của Palermo và vào khoảng 50 km về phía tây nam của Messina. Tại thời điểm ngày 31 tháng 12 năm 2004, đô thị này có dân số 899 người và diện tích là 6,9 km².
Malvagna giáp các đô thị: Castiglione di Sicilia, Francavilla di Sicilia, Mojo Alcantara, Montalbano Elicona, Roccella Valdemone.